# Prințesa Ana a Prusiei
Maria Anna Friederike (17 mai 1836 - 12 iunie 1918) a fost prințesă a Prusiei.

## Pețitori

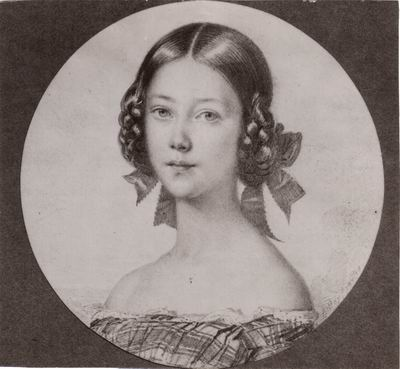
Tânăra Ana.

Ana a fost cel mai mic copil din cei trei ai Prințului Carol al Prusiei și ai soției sale, Prințesa Maria de Saxa-Weimar-Eisenach.
Ca tânără și frumoasă prințesă, ea s-a aflat în centrul atenției curții. În iarna anului 1852 tânărul împărat Franz Joseph I al Austriei a întâlnit-o la Berlin, s-a îndrăgostit de ea și a cerut-o de soție. Însă la acea vreme Ana era logodită și, ca o complicație în plus, printre oamenii de stat prusaci existau puternice sentimente împotriva unei alianțe cu Austria.

## Căsătorie și copii
La 26 mai 1853 Ana s-a căsătorit cu Prințul Frederic Wilhelm de Hesse la Palatul Charlottenburg din Berlin. Ana a fost a doua soție a soțului său, care cu noua ani mai înainte a trăit experiența dramatică ca iubita sa soție, Marea Ducesă Alexandra Nicolaevna a Rusiei, să moară la naștere.  El n-a trecut niciodată peste această pierdere care a avut loc la un an după ce se căsătorise cu Alexandra, și se crede că acesta a fost motivul relației sale politicoase însă distantă cu Ana.
Frederic și Ana au avut șase copii:
- Prințul Frederic Wilhelm al II-lea de Hesse (1854–1888); nu s-a căsătorit; a murit pe mare într-o călătorie de la Batavia la Singapore.
- Prințesa Elisabeta Alexandra Charlotte de Hesse (1861–1955); căsătorită cu Prințul Ereditar Leopold Friedrich de Anhalt (fiu al lui Frederic I, Duce de Anhalt) și au avut copii.
- Prințul Alexandru Frederic de Hesse (1863–1945); căsătorit cu baroneasa Gisela Stockhorner von Starheim, au avut copii.
- Prințul Frederic Karl de Hesse, rege al Finlandei (1868–1940); căsătorit cu Prințesa Margaret a Prusiei, au avut copii.
- Prințesa Marie-Polyxene de Hesse (1872–1882).
- Prințesa Sybille Marguerite de Hesse (1877–1925); căsătorită cu baronul Friedrich von Vincke (divorțată în 1923).

Ana a fost o femeie inteligentă care a prezidat la Curte un salon unde se întâlneau artiști, muzicieni inclusiv  Johannes Brahms, Clara Schumann, Anton Rubinstein și Julius Stockhausen. Ea însăși era o pianistă de talent care a studiat cu Theodor Kullak.
S-a convertit la catolicism în 1901, lucru care a dus la complicații politice.
Ana a murit la 12 iunie 1918 la Frankfurt la vârsta de 82 de ani.